# Junior-VM i håndbold 2003 (mænd)
Juniorverdensmesterskabet i håndbold for mænd 2003 var det 14. junior-VM i håndbold for mænd, og turneringen med deltagelse af 20 hold afvikledes i Brasilien i perioden 24. august – 6. september 2003.
Turneringen blev vundet af Sverige, som i finalen besejrede Danmark med 36-34 efter forlænget spilletid, og som dermed vandt guld ved junior-VM for mænd for første gang. Bronzemedaljerne gik til Slovenien, som i bronzekampen vandt 35-33 over Spanien.

## Slutrunde
De 20 deltagende hold var inddelt i fire grupper med fem hold i hver, og i hver gruppe spillede holdene en enkeltturnering alle-mod-alle. De fire gruppevindere, de fire -toere og de fire -treere gik videre til kampene om placeringerne 1-12, mens holdene, der sluttede som nr. 4 eller 5 i hver gruppe, spillede videre i kampene om 13.- til 20.-pladsen.

### Indledende runde

#### Gruppe A
| Dato  | Tid   | Kamp                     | Res.  | Pause | Spillested    |
| ----- | ----- | ------------------------ | ----- | ----- | ------------- |
| 24.8. | 18:00 | Tunesien – Serbien-Mont. | 29–27 | 15-15 | Foz do Iguaçu |
| 24.8. | 20:00 | Ukraine – Algeriet       | 19–21 | 18-14 | Foz do Iguaçu |
| 25.8. | 16:00 | Kroatien – Serbien-Mont. | 29–22 | 11-81 | São Miguel    |
| 25.8. | 20:00 | Algeriet – Tunesien      | 19–25 | 17-12 | São Miguel    |
| 26.8. | 20:00 | Ukraine – Kroatien       | 18–26 | 11-13 | São Miguel    |
| 27.8. | 16:00 | Tunesien – Ukraine       | 35–22 | 14-81 | Foz do Iguaçu |
| 27.8. | 16:00 | Serbien-Mont. – Algeriet | 31–26 | 14-12 | São Miguel    |
| 28.8. | 18:00 | Algeriet – Kroatien      | 21–31 | 10-18 | Foz do Iguaçu |
| 29.8. | 14:00 | Serbien-Mont. – Ukraine  | 33–29 | 13-81 | Foz do Iguaçu |
| 29.8. | 18:00 | Kroatien – Tunesien      | 26–22 | 16-12 | Foz do Iguaçu |

| Hold               | Kampe | Mål         | Point |
| ------------------ | ----- | ----------- | ----- |
| Kroatien           | 4     | 0112-8311   | 8     |
| Tunesien           | 4     | 00111-94111 | 6     |
| Serbien-Montenegro | 4     | 113-113     | 4     |
| Algeriet           | 4     | 187-106     | 2     |
| Ukraine            | 4     | 1188-1150   | 0     |

#### Gruppe B
| Dato  | Tid   | Kamp                | Res.  | Pause | Spillested    |
| ----- | ----- | ------------------- | ----- | ----- | ------------- |
| 24.8. | 14:00 | Danmark – Sverige   | 19–24 | 18-11 | Foz do Iguaçu |
| 24.8. | 16:00 | Ungarn – Argentina  | 20–20 | 9-8   | Foz do Iguaçu |
| 25.8. | 14:00 | Polen – Sverige     | 22–29 | 19-16 | São Miguel    |
| 25.8. | 18:00 | Argentina – Danmark | 25–33 | 13-19 | São Miguel    |
| 26.8. | 18:00 | Ungarn – Polen      | 26–30 | 13-16 | São Miguel    |
| 27.8. | 14:00 | Danmark – Ungarn    | 24–28 | 14-12 | São Miguel    |
| 27.8. | 20:00 | Sverige – Argentina | 33–19 | -     | São Miguel    |
| 28.8. | 20:00 | Argentina – Polen   | 25–25 | 12-12 | Foz do Iguaçu |
| 29.8. | 16:00 | Sverige – Ungarn    | 37–19 | 17-51 | Foz do Iguaçu |
| 29.8. | 20:00 | Polen – Danmark     | 30–35 | 18-19 | Foz do Iguaçu |

| Hold      | Kampe | Mål         | Point |
| --------- | ----- | ----------- | ----- |
| Sverige   | 4     | 123-791     | 8     |
| Danmark   | 4     | 00111-10711 | 4     |
| Polen     | 4     | 1107-1150   | 3     |
| Ungarn    | 4     | 11193-11100 | 3     |
| Argentina | 4     | 11189-11100 | 2     |

#### Gruppe C
| Dato  | Tid   | Kamp                    | Res.  | Pause | Spillested |
| ----- | ----- | ----------------------- | ----- | ----- | ---------- |
| 24.8. | 12:30 | Schweiz – Kuwait        | 40–20 | 20-50 | São Miguel |
| 24.8. | 18:30 | Brasilien – Puerto Rico | 30–11 | 12-71 | São Miguel |
| 25.8. | 14:00 | Slovenien – Kuwait      | 50–16 | 25-90 | São Miguel |
| 25.8. | 16:00 | Puerto Rico – Schweiz   | 16–43 | 17-16 | São Miguel |
| 26.8. | 20:00 | Brasilien – Slovenien   | 17–30 | 10-16 | São Miguel |
| 27.8. | 18:00 | Kuwait – Puerto Rico    | 27–22 | 12-11 | São Miguel |
| 27.8. | 20:00 | Schweiz – Brasilien     | 29–22 | 15-10 | São Miguel |
| 28.8. | 18:00 | Puerto Rico – Slovenien | 18–51 | 11-20 | São Miguel |
| 29.8. | 18:00 | Slovenien – Schweiz     | 36–33 | 19-17 | São Miguel |
| 29.8. | 20:00 | Kuwait – Brasilien      | 16–25 | 14-10 | São Miguel |

| Hold        | Kampe | Mål       | Point |
| ----------- | ----- | --------- | ----- |
| Slovenien   | 4     | 167-841   | 8     |
| Schweiz     | 4     | 145-941   | 6     |
| Brasilien   | 4     | 94-86     | 4     |
| Kuwait      | 4     | 179-137   | 2     |
| Puerto Rico | 4     | 1167-1510 | 0     |

#### Gruppe D
| Dato  | Tid   | Kamp                 | Res.  | Pause | Spillested    |
| ----- | ----- | -------------------- | ----- | ----- | ------------- |
| 24.8. | 14:30 | Tyskland – Slovakiet | 28–22 | 12-10 | São Miguel    |
| 24.8. | 16:30 | Egypten – Qatar      | 23–23 | 13-10 | São Miguel    |
| 25.8. | 18:00 | Spanien – Slovakiet  | 31–21 | 14-10 | Foz do Iguaçu |
| 25.8. | 20:00 | Qatar – Tyskland     | 29–27 | 15-13 | Foz do Iguaçu |
| 26.8. | 18:00 | Egypten – Spanien    | 19–27 | 17-10 | Foz do Iguaçu |
| 27.8. | 14:00 | Tyskland – Egypten   | 24–24 | 19-13 | Foz do Iguaçu |
| 27.8. | 18:00 | Slovakiet – Qatar    | 24–18 | 11-81 | São Miguel    |
| 28.8. | 20:00 | Qatar – Spanien      | 20–30 | 14-15 | São Miguel    |
| 29.8. | 14:00 | Slovakiet – Egypten  | 26–28 | 11-17 | São Miguel    |
| 29.8. | 16:00 | Spanien – Tyskland   | 25–23 | 13-10 | São Miguel    |

| Hold      | Kampe | Mål       | Point |
| --------- | ----- | --------- | ----- |
| Spanien   | 4     | 0113-8311 | 8     |
| Egypten   | 4     | 194-100   | 4     |
| Qatar     | 4     | 190-104   | 3     |
| Tyskland  | 4     | 102-100   | 3     |
| Slovakiet | 4     | 193-105   | 2     |

### Hovedrunde
I hovedrunden samledes de fire gruppevindere, de fire -toere og de fire -treere fra den indledende runde i to nye grupper. Holdene fra gruppe A og B samledes i gruppe I, og holdene fra gruppe C og D blev samlet i gruppe II. I hver gruppe spillede holdene en enkeltturnering alle-mod-alle, og de to gruppevindere og de to -toere kvalificerede sig til semifinalerne, mens treerne gik videre til placeringskampen om femtepladsen. De to firere gik videre til kampen om syvendepladsen, de to femmere til kampen om niendepladsen og de to seksere til kampen om 11.-pladsen. Resultater af indbyrdes opgør mellem hold fra samme indledende gruppe blev overført til hovedrunden, så holdene ikke skulle mødes igen.

#### Gruppe I
| Dato  | Tid   | Kamp                    | Res.  | Pause | Spillested    |
| ----- | ----- | ----------------------- | ----- | ----- | ------------- |
| 31.8. | 16:00 | Kroatien – Polen        | 31–31 | 17-15 | São Miguel    |
| 31.8. | 18:00 | Sverige – Serbien-Mont. | 37–23 | 21-11 | São Miguel    |
| 31.8. | 20:00 | Tunesien – Danmark      | 24–26 | 13-14 | São Miguel    |
| 1.9.  | 16:00 | Serbien-Mont. – Polen   | 35–36 | 18-16 | Foz do Iguaçu |
| 1.9.  | 18:00 | Danmark – Kroatien      | 33–22 | 15-12 | Foz do Iguaçu |
| 1.9.  | 20:00 | Sverige – Tunesien      | 33–25 | 14-71 | Foz do Iguaçu |
| 2.9.  | 16:00 | Serbien-Mont. – Danmark | 24–30 | 12-16 | São Miguel    |
| 2.9.  | 18:00 | Kroatien – Sverige      | 30–30 | 16-15 | São Miguel    |
| 2.9.  | 20:00 | Tunesien – Polen        | 29–31 | 14-17 | São Miguel    |

| Hold               | Kampe | Mål       | Point |
| ------------------ | ----- | --------- | ----- |
| Sverige            | 5     | 1153-1190 | 9     |
| Danmark            | 5     | 143-124   | 8     |
| Kroatien           | 5     | 138-138   | 6     |
| Polen              | 5     | 150-159   | 5     |
| Tunesien           | 5     | 129-143   | 2     |
| Serbien-Montenegro | 5     | 131-161   | 0     |

#### Gruppe II
| Dato  | Tid   | Kamp                | Res.  | Pause | Spillested    |
| ----- | ----- | ------------------- | ----- | ----- | ------------- |
| 31.8. | 13:40 | Spanien – Brasilien | 28–16 | 16-71 | Foz do Iguaçu |
| 31.8. | 16:00 | Slovenien – Qatar   | 32–21 | 12-11 | Foz do Iguaçu |
| 31.8. | 20:00 | Schweiz – Egypten   | 24–24 | 10-14 | Foz do Iguaçu |
| 1.9.  | 16:00 | Spanien – Schweiz   | 35–26 | 17-81 | São Miguel    |
| 1.9.  | 18:00 | Egypten – Slovenien | 29–35 | 13-17 | São Miguel    |
| 1.9.  | 20:05 | Brasilien – Qatar   | 26–20 | 14-71 | São Miguel    |
| 2.9.  | 16:05 | Schweiz – Qatar     | 33–24 | 16-12 | Foz do Iguaçu |
| 2.9.  | 18:00 | Slovenien – Spanien | 30–36 | 14-19 | Foz do Iguaçu |
| 2.9.  | 20:05 | Brasilien – Egypten | 23–21 | 10-91 | Foz do Iguaçu |

| Hold      | Kampe | Mål         | Point |
| --------- | ----- | ----------- | ----- |
| Spanien   | 5     | 11156-11100 | 10    |
| Slovenien | 5     | 163-136     | 8     |
| Schweiz   | 5     | 1145-1410   | 5     |
| Brasilien | 5     | 104-128     | 4     |
| Egypten   | 5     | 0116-1321   | 2     |
| Qatar     | 5     | 108-144     | 1     |

### Placeringsrunde
Placeringsrunden om 13.- til 20.-pladsen havde deltagelse af de otte hold, der endte på fjerde- eller femtepladserne i de indledende grupper. Holdene var opdelt i to grupper med fire hold, der hver spillede en enkeltturnering alle-mod-alle.

#### Gruppe I
| Dato  | Tid   | Kamp                  | Res.  | Pause | Spillested    |
| ----- | ----- | --------------------- | ----- | ----- | ------------- |
| 31.8. | 12:00 | Kuwait – Slovakiet    | 15–40 | 19-21 | São Miguel    |
| 31.8. | 14:00 | Algeriet – Argentina  | 23–27 | 13-12 | São Miguel    |
| 1.9.  | 12:00 | Slovakiet – Algeriet  | 38–29 | 18-12 | Foz do Iguaçu |
| 1.9.  | 12:00 | Argentina – Kuwait    | 25–20 | 18-11 | São Miguel    |
| 2.9.  | 12:00 | Algeriet – Kuwait     | 29–20 | 17-71 | São Miguel    |
| 2.9.  | 14:00 | Argentina – Slovakiet | 29–32 | 14-17 | São Miguel    |

| Hold      | Kampe | Mål       | Point |
| --------- | ----- | --------- | ----- |
| Slovakiet | 3     | 0110-7311 | 6     |
| Argentina | 3     | 84-75     | 4     |
| Algeriet  | 3     | 081-851   | 2     |
| Kuwait    | 3     | 55-94     | 0     |

#### Gruppe II
| Dato  | Tid   | Kamp                   | Res.  | Pause | Spillested    |
| ----- | ----- | ---------------------- | ----- | ----- | ------------- |
| 31.8. | 11:30 | Ungarn – Ukraine       | 36–25 | 15-13 | Foz do Iguaçu |
| 31.8. | 18:00 | Tyskland – Puerto Rico | 45–12 | 25-70 | Foz do Iguaçu |
| 1.9.  | 14:00 | Ukraine – Tyskland     | 26–32 | 16-17 | São Miguel    |
| 1.9.  | 14:00 | Puerto Rico – Ungarn   | 08–44 | 15-18 | Foz do Iguaçu |
| 2.9.  | 12:00 | Ungarn – Tyskland      | 25–27 | 16-16 | Foz do Iguaçu |
| 2.9.  | 14:00 | Ukraine – Puerto Rico  | 43–90 | 20-30 | Foz do Iguaçu |

| Hold        | Kampe | Mål     | Point |
| ----------- | ----- | ------- | ----- |
| Tyskland    | 3     | 104-631 | 6     |
| Ungarn      | 3     | 105-601 | 4     |
| Ukraine     | 3     | 94-77   | 2     |
| Puerto Rico | 3     | 129-132 | 0     |

### Placerings- og finalekampe
| Dato                | Tid                 | Kamp                  | Res.                | Pause               | Spillested          |
| Kamp om 19.-pladsen | Kamp om 19.-pladsen | Kamp om 19.-pladsen   | Kamp om 19.-pladsen | Kamp om 19.-pladsen | Kamp om 19.-pladsen |
| ------------------- | ------------------- | --------------------- | ------------------- | ------------------- | ------------------- |
| 4.9.                | 15:00               | Puerto Rico – Kuwait  | 23–37               | 12-22               | São Miguel          |
| Kamp om 17.-pladsen |                     |                       |                     |                     |                     |
| 4.9.                | 15:00               | Algeriet – Ukraine    | 20–29               | 09-17               | Foz do Iguaçu       |
| Kamp om 15.-pladsen |                     |                       |                     |                     |                     |
| 4.9.                | 17:30               | Ungarn – Argentina    | 29–24               | 13-11               | São Miguel          |
| Kamp om 13.-pladsen |                     |                       |                     |                     |                     |
| 4.9.                | 17:30               | Slovakiet – Tyskland  | 23–28               | 14-16               | Foz do Iguaçu       |
| Kamp om 11.-pladsen |                     |                       |                     |                     |                     |
| 5.9.                | 17:30               | Qatar – Serbien-Mont. | 26–28               | 16-17               | São Miguel          |
| Kamp om 9.-pladsen  |                     |                       |                     |                     |                     |
| 5.9.                | 17:30               | Tunesien – Egypten    | 32–28               | 14-15               | Foz do Iguaçu       |
| Kamp om 7.-pladsen  |                     |                       |                     |                     |                     |
| 5.9.                | 20:05               | Brasilien – Polen     | 19–34               | 12-13               | São Miguel          |
| Kamp om 5.-pladsen  |                     |                       |                     |                     |                     |
| 5.9.                | 20:05               | Kroatien – Schweiz    | 37–32               | 19-14               | Foz do Iguaçu       |
| Semifinaler         |                     |                       |                     |                     |                     |
| 4.9.                | 20:05               | Sverige – Slovenien   | 33–31               | 13-14               | São Miguel          |
| 4.9.                | 20:05               | Spanien – Danmark     | 30–31               | 16-14               | Foz do Iguaçu       |
| Bronzekamp          |                     |                       |                     |                     |                     |
| 6.9.                | 12:30               | Spanien – Slovenien   | 33–35               | 16-15               | Foz do Iguaçu       |
| Finale              |                     |                       |                     |                     |                     |
| 6.9.                | 15:00               | Sverige – Danmark     | 36–34               | 14-16               | Foz do Iguaçu       |

| Samlet rangering | Samlet rangering   |
| ---------------- | ------------------ |
| Guld             | Sverige            |
| Sølv             | Danmark            |
| Bronze           | Slovenien          |
| 4.               | Spanien            |
| 5.               | Kroatien           |
| 6.               | Schweiz            |
| 7.               | Polen              |
| 8.               | Brasilien          |
| 9.               | Tunesien           |
| 10.              | Egypten            |
| 11.              | Serbien-Montenegro |
| 12.              | Qatar              |
| 13.              | Tyskland           |
| 14.              | Slovakiet          |
| 15.              | Ungarn             |
| 16.              | Argentina          |
| 17.              | Ukraine            |
| 18.              | Algeriet           |
| 19.              | Kuwait             |
| 20.              | Puerto Rico        |

### Medaljevindere
| Guld | Sølv    | Bronze    |
| --- | ------- | --------- |
| Sverige | Danmark | Slovenien |
| Anders Persson Lucas Karlsson Martin Bystedt Jonas Larholm Robert Johansson Niklas Grundsten Niklas Forsmo Joakim Erntsson Kim Andersson Fredrik Petersen Rickard Kappelin Olof Ask Sebastian Geisler Fredrik Lindahl Oscar Jensen Rasmus Wremer Trænere: Ingemar Linnell Per Johansson | [[]]    | [[]]      |

### All star-hold
| Position     | Spiller           |
| ------------ | ----------------- |
| Målmand      | Anders Persson    |
| Playmaker    | David Špiler      |
| ?            | C. Rodriguez      |
| Højre fløj   | Lasse Svan Hansen |
| Venstre back | Karol Bielecki    |
| ?            | Bruno Santana     |
| Højre back   | Kim Andersson     |